# Los Mameyes
Los Mameyes es un sector perteneciente al municipio Santo Domingo Este en la Provincia Santo Domingo en República Dominicana.

## Orígenes del Sector
El nombre de Los Mameyes surgió debido a una siembra de mangos llamada Mameyitos.
Está ubicado en el parque litoral Sur donde una de las entradas marítimas de mayor importe para el turismo lo es el Puerto Turístico Sans Souci. El área geográfica de este sector está comprendida desde la base Naval 27 de Febrero, hasta la avenida Las Americas, asimismo gira al entorno del Monumento Faro a Colón además, el Parque Mirador del Este.
Antes de estar urbanizada, solo se observaba una siembra de mango y criaderos de ganados, las fincas de ganado eran celosamente cuidada por dos militares montados a caballo, llamados Guardia Viejo y Kiclan, solo existían dos casas a largas distancias, una era habitada por un señor llamado Dionico y la otra por otro señor llamado Bartola, ambos eran una especie de supervisores y alcaldes.
La primera ocupación habitacional se remontan desde el primer tercio del siglo XX habitado por parte del dictador Rafael Leónidas Trujillo Molina, quien ordenó la construcción del barrio Los Mameyes, los militares que habitaban esas casas, solo tenían derecho a ellas, mientras eran alistados, es decir, de raso a sargento mayor inmediatamente eran ascendidos a oficiales tenían que abandonar las viviendas para entregárselas a otro militar de menor rango, pero después de la muerte de Rafael Leónidas Trujillo Molina, ascendido el doctor Joaquín Balaguer al poder, y decidió donarles las casas a militares ocupaban en ese entonces.
También existía la Embajada de Israel, que luego pasó a ser la casa de verano de los presidentes, la cual hoy se conoce como el “Acuario Nacional”.

## Oriundos Famosos

### Comunicadores
- Franklin Mirabal
- Luther Yonel

### Abogados
- Harold Modesto

### Béisbolistas
- Carlos Santana
- Amed Rosario
- Rosell Herrera
- Zoilo Sanchez
- Gilberto Reyes
- Michael De León
- Onil Perez

### Baloncestista
- Gelvis Solano
- Lewis Duarte

### Boxeadores
- Yenebier Guillén

### Karate
- Heidy Rodríguez

### Políticos
- Juan de los Santos
- Elvin Fulgencio (Pilo)
- Amado Díaz

### Músicos y Cantantes
- Denicher Pol
- Veronica Medina
- Franco Navarro
- Oliver Marte
- Claudio Reyes
- Fellin Paniagua
- Francis Frank
- Jey 07

### Pintores
- Chapelo

## Monumentos importantes
- El Faro a Cristóbal Colón, comúnmente conocido como Faro a Colón es un monumento y museo dominicano construido en honor a Cristóbal Colón, descubridor del Nuevo Mundo. En él, se dice, que se albergan los restos del insigne almirante Cristóbal Colón, aunque hay polémica al respecto, puesto que realmente se encuentran en la Catedral de Sevilla.
- Monumento a Naciones, se construyó para honrar a las naciones hispanoamericanas en 1992, asimismo para la celebración del V Centenario del Descubrimiento de América, forma parte del complejo del Faro a Colón.

## Instituciones & Comercio
- Oficina Nacional de Meteorología.
- Base Naval Marina de Guerra.
- Puerto Turístico San Souci.
- Acuario Nacional.
- Liga de Softball Los Mameyes.
- Dirección de equipos y transporte Ayuntamiento Santo Domingo Este.
- Instituto Postal Dominicano.
- Cámara Penal de la Corte de Apelación del Departamento Judicial de Santo Domingo.
- Escuela Fe y Alegría.
- Escuela Celina Pellier.
- Politenico José María Velaz (JOMAVE).
- Iglesia San Ramón Nonato.
- Academia La Javilla.
- Banco de Reservas.
- Edeeste.
- Parque Acuático Agua Splash Caribe.
- Supermercado Aprezio.
- AyB Electromuebles.
- Hipermercados Olé.
- Centro Educativo en Artes María Marcia Comprés de Vargas